# Hera Barberini
La Hera Barberini o Juno Barberini es un tipo de escultura de Hera o Juno en la que la diosa aparece de pie, llevando una corona, el peplo (que se le pega para mostrar la forma de debajo y aparece caído del hombro izquierdo, revelando casi su pecho) y portando un cetro en su mano derecha y una pátera (platillo ritual para libaciones) en la izquierda. Recibe este nombre por los propietarios originales de su arquetipo, los Barberini. Dicho arquetipo es una copia romana de un original griego, posiblemente de Alcámenes, y actualmente se exhibe en el Museo Pío-Clementino (Museos Vaticanos).

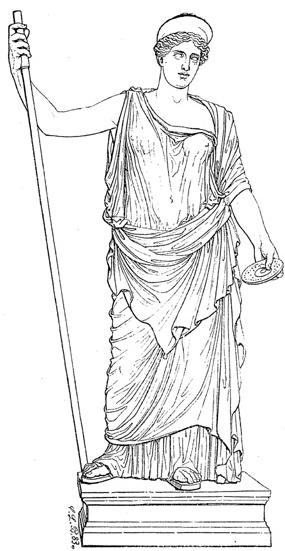
La Hera Barberini (Museo Pío-Clementino).